# Campionato Catarinense 2022
Il Campionato Catarinense 2022 è stata la 97ª edizione della massima serie del campionato catarinense. La stagione è iniziata il 22 gennaio 2022 e si è conclusa il 2 aprile successivo.

## Stagione

### Novità
Al termine della stagione 2021, sono retrocesse in Segunda Divisão Criciúma e Metropolitano. Dalla seconda divisione, invece, sono state promosse Barra-SC e Camboriú.

### Formato
Le dodici squadre si affrontano dapprima in una prima fase, consistente in un girone da dodici squadre. Le prime otto classificate di tale girone, accederanno alla seconda fase che decreterà la vincitrice del campionato. Le ultime due classificate, retrocedono in Segunda Divisão.
La formazione vincitrice e la seconda classificata, potranno partecipare alla Série D 2023 e alla Coppa del Brasile 2023. La squadra terza classificata, solo alla Série D. Nel caso le prime tre classificate siano già qualificate alla Série D o alle serie superiori, l'accesso alla quarta serie andrà a scalare.

## Risultati

### Prima fase
|  | Pos. | Squadra       | Pt | G  | V | N | P | GF | GS | DR  |
|  | ---- | ------------- | -- | -- | - | - | - | -- | -- | --- |
|  | 1.   | Brusque       | 24 | 11 | 7 | 3 | 1 | 20 | 11 | +9  |
|  | 2.   | Hercílio Luz  | 21 | 11 | 6 | 3 | 2 | 13 | 7  | +6  |
|  | 3.   | Camboriú      | 21 | 11 | 6 | 3 | 2 | 11 | 6  | +5  |
|  | 4.   | Concórdia     | 20 | 11 | 6 | 2 | 3 | 13 | 8  | +5  |
|  | 5.   | Chapecoense   | 16 | 11 | 5 | 1 | 5 | 10 | 13 | -3  |
|  | 6.   | Marcílio Dias | 15 | 11 | 4 | 3 | 4 | 19 | 15 | +4  |
|  | 7.   | Figueirense   | 15 | 11 | 4 | 3 | 4 | 15 | 14 | +1  |
|  | 8.   | Avaí          | 12 | 11 | 3 | 3 | 5 | 8  | 9  | -1  |
|  | 9.   | Joinville     | 11 | 11 | 2 | 5 | 4 | 9  | 15 | -6  |
|  | 10.  | Barra-SC      | 10 | 11 | 3 | 1 | 7 | 12 | 14 | -2  |
|  | 11.  | Próspera      | 10 | 11 | 3 | 1 | 7 | 8  | 15 | -7  |
|  | 12.  | Juventus-SC   | 7  | 11 | 1 | 4 | 6 | 7  | 18 | -11 |

Legenda:
      Ammessa alla seconda fase.
      Retrocesse in Segunda Divisão
Note:
Tre punti a vittoria, uno a pareggio, zero a sconfitta.

### Seconda fase
|  | Quarti di finale | Quarti di finale | Quarti di finale | Quarti di finale | Quarti di finale |  |  | Semifinali | Semifinali  | Semifinali | Semifinali | Semifinali |   |   | Finale | Finale   | Finale | Finale | Finale |  |
|  |                  |                  |                  |                  |                  |  |  |            |             |            |            |            |   |   |        |          |        |        |        |  |
|  | 7                | Figueirense      | 1                | 0                | 1                |  |  |            |             |            |            |            |   |   |        |          |        |        |        |  |
|  | 2                | Hercílio Luz     | 0                | 0                | 0                |  |  | 7          | Figueirense | 1          | 0          | 1          |   |   |        |          |        |        |        |  |
|  | 6                | Marcílio Dias    | 1                | 2                | 3                |  |  | 3          | Camboriú    | 1          | 2          | 3          |   |   |        |          |        |        |        |  |
|  | 3                | Camboriú         | 1                | 3                | 4                |  |  |            |             |            |            |            |   |   | 3      | Camboriú | 1      | 0      | 1      |  |
|  | 5                | Chapecoense      | 1                | 1                | 2                |  |  |            |             | 1          | Brusque    | 1          | 0 | 1 |        |          |        |        |        |  |
|  | 4                | Concórdia        | 1                | 1                | 2                |  |  | 4          | Concórdia   | 0          | 0          | 0          |   |   |        |          |        |        |        |  |
|  | 8                | Avaí             | 1                | 0                | 1                |  |  | 1          | Brusque     | 1          | 1          | 2          |   |   |        |          |        |        |        |  |
|  | 1                | Brusque          | 1                | 0                | 1                |  |  |            |             |            |            |            |   |   |        |          |        |        |        |  |